# Eucalyptus intertexta
Eucalyptus intertexta är en myrtenväxtart som beskrevs av Ralph Baker. Eucalyptus intertexta ingår i släktet Eucalyptus och familjen myrtenväxter. Inga underarter finns listade i Catalogue of Life.